# Espórades Equatoriais

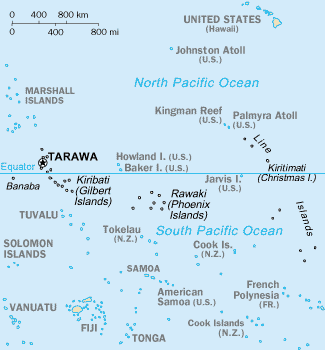
Espórades Equatoriais

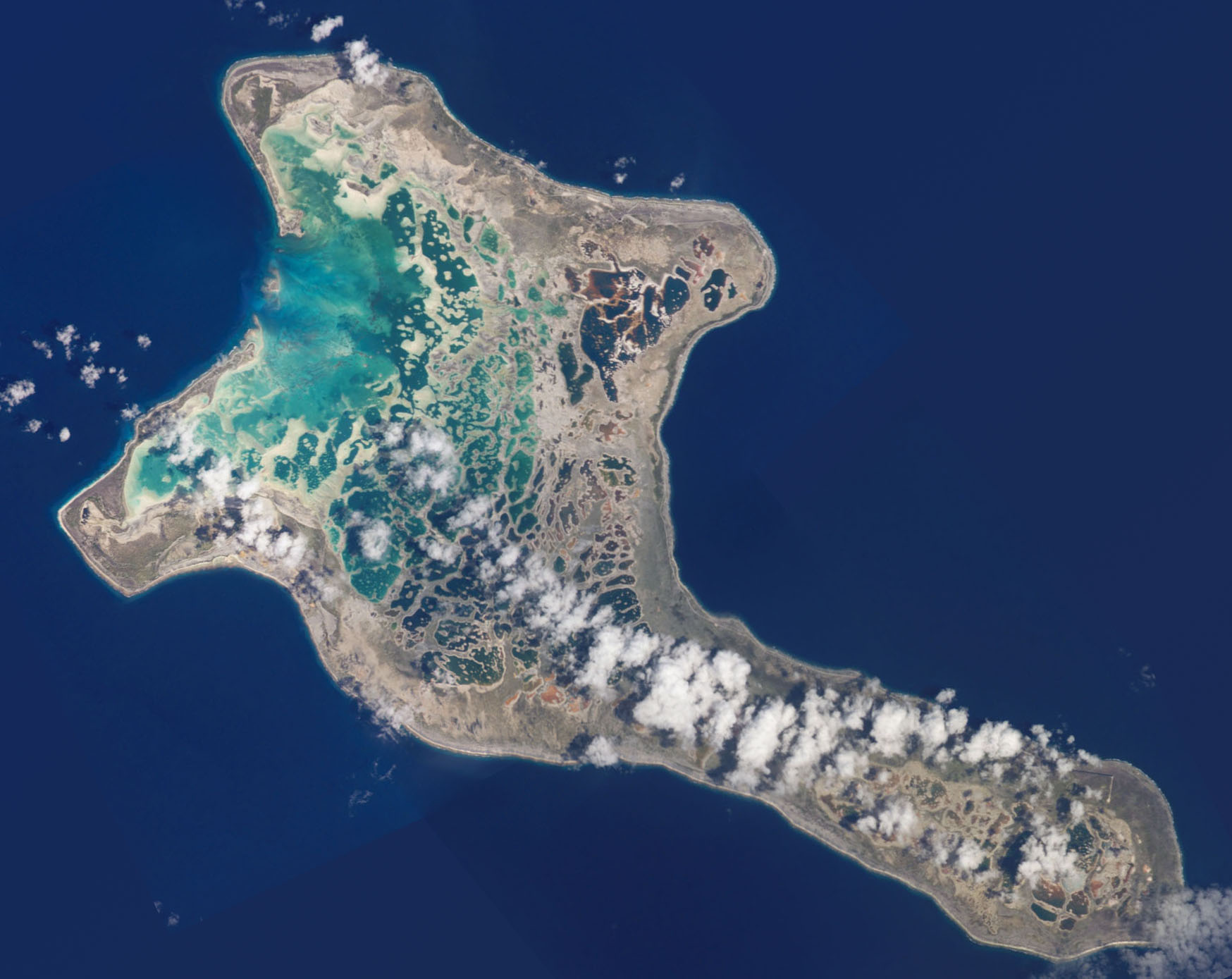
Kiritimati, uma das Espórades Equatoriais

As Espórades Equatoriais ou Ilhas da Linha ("Espórades", do grego Σποράδες, deriva do adjetivo grego "sporas", no genitivo, "sporados", que significa "espalhado", "disseminado", i.e "Arquipélago"; e "Equatoriais", por atravessarem a Linha do Equador) são um grupo de 11 ilhas coralinas no oceano Pacífico, a sul do Havaí e a norte da Polinésia Francesa. Pertencem à república de Quiribáti, com exceção das duas ilhas ao norte, que pertencem aos Estados Unidos - atol Palmyra e ilha Jarvis, que são desabitadas. Têm cerca de 9 000 habitantes de origem gilbertesa, principalmente em Quiritimati, que é o maior atol do mundo. A área total é de 515 km².
Estas ilhas formam uma zona horária peculiar: (UTC+14), ou seja, têm a mesma hora que no Havaí, mas no dia seguinte, e chegam a ter 26 horas de diferença de outras ilhas da Oceania.